# Hnúšťa
Hnúšťa (Hirmistia (1438), Hnúšťa-Likier, tyska Nusten, ungerska Nyustya) är en stad i södra Slovakien. Hnúšťa har en bra järnväg- och vägförbindelse med Slovakiens huvudstad Bratislava och landets näst största stad Košice. Hnúšťa är beläget på slätten söder om fjällkedjan Slovenské rudohorie. I stad finns industripark, innan staden var känd för sin kemisk industri.  
Slovakiska kände fortfattare Janko Francisci Rimavský är född i staden.